# Xylophanes porcus
Espèce
Xylophanes porcus est une espèce de lépidoptères de la famille des Sphingidae, de la sous-famille des Macroglossinae, tribu des Macroglossini, sous-tribu des Choerocampina, et du genre Xylophanes.

## Biologie
Les larves se nourrissent sur Hamelia patens, Psychotria horizontalis, Psychotria pubescens, Psychotria microdon et Palicourea grandifolia.

## Systématique
L'espèce Xylophanes porcus a été décrite par l'entomologiste allemand Jakob Hübner en 1823, sous le nom initial d'Oreus porcus.

### Synonymie
- Oreus porcus Hübner, 1823 protonyme

## Liste des espèces
- Xylophanes porcus porcus (Sud de la Floride, Guyane et Venezuela)
- Xylophanes porcus continentalis Rothschild & Jordan, 1903[2] Mexique, Belize, Colombie, Guyane et Bolivie.

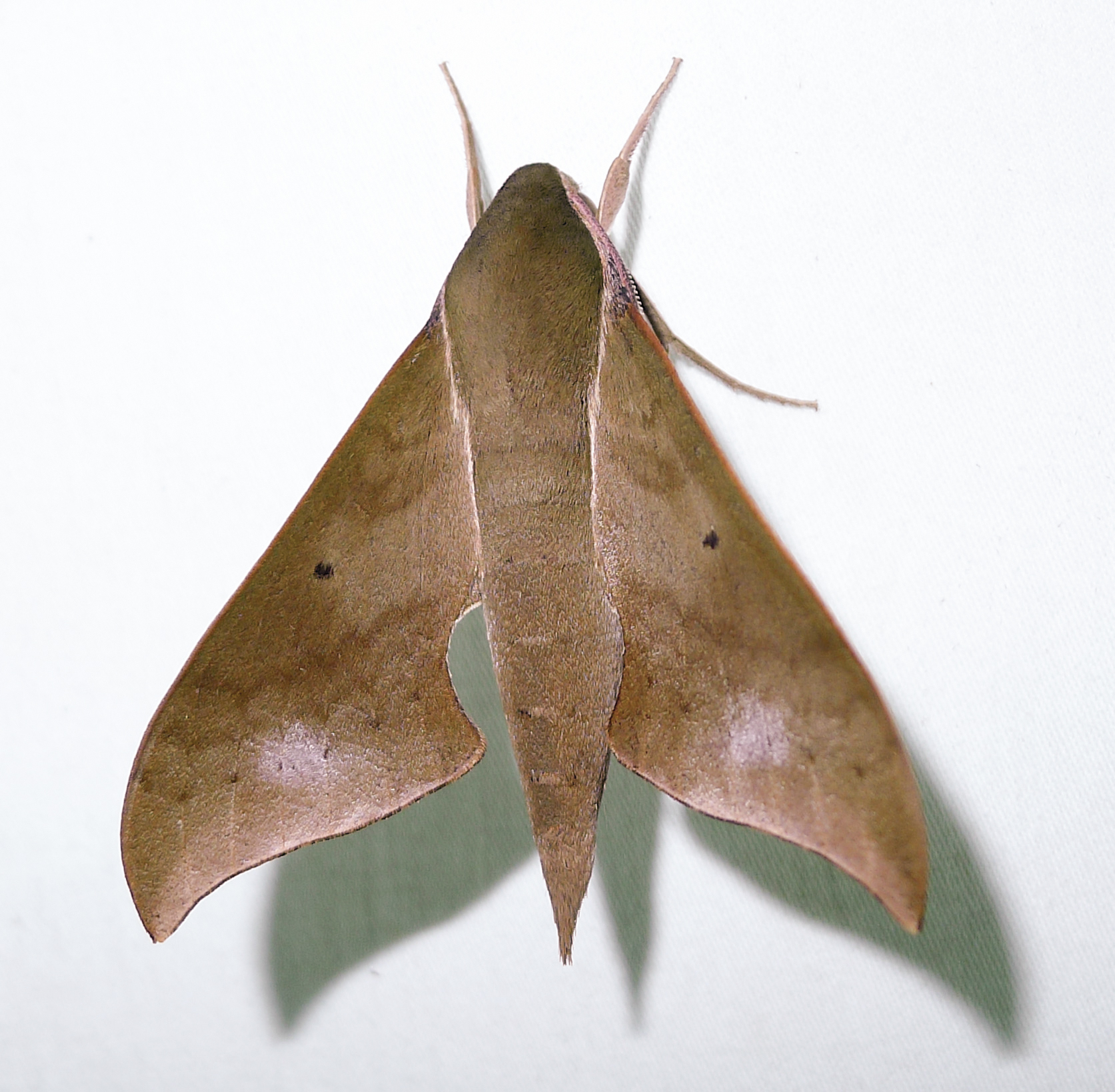
Xylophanes porcus continentalis
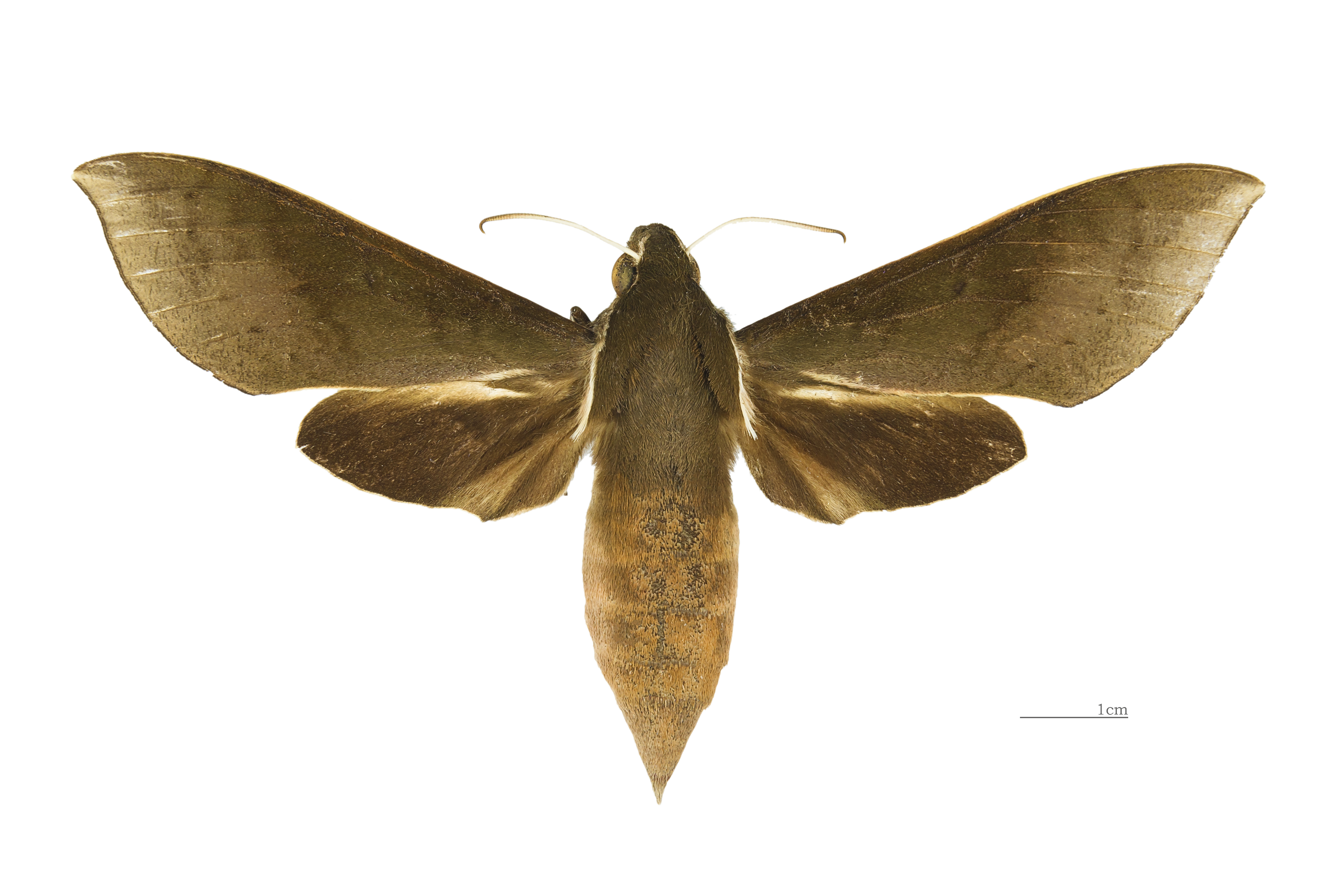
Xylophanes porcus continentalis Avers - MHNT
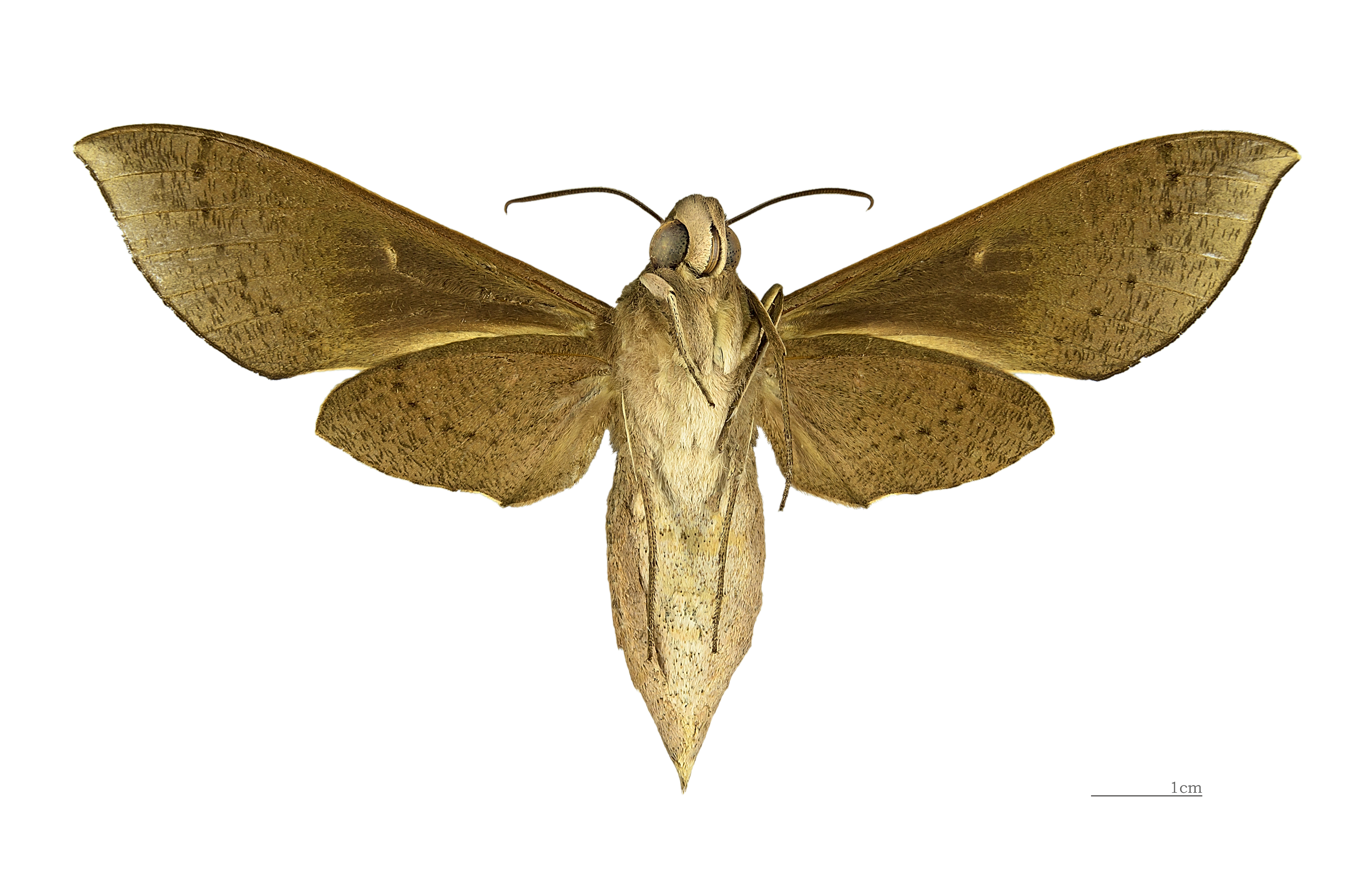
Xylophanes porcus continentalis △ Revers -MHNT